# Walther Schücking
Walther Adrian Schücking (Münster, 6 de gener de 1875 - La Haia, 25 d'agost de 1935) va ser un polític liberal, professor de dret i primer jutge alemany permanent al Tribunal Internacional de Justícia de La Haia de 1930 a 1935.
Walther Schücking nasqué el 1875 al si d'una família de juristes i de científics implantada durant segles a la regió de Münster; era el net de Levin Schücking (1814–1883), un amic de l'escriptora Annette von Droste-Hülshoff. El seu germà gran, Lothar Engelbert era advocat i pacifista i ocupà el càrrec de batlle de Husum, i el seu germà petit, Levin Ludwig, va ser professor d'anglais i un estudiós de l'obra de Shakespeare.
Walther es va casar el 1902 amb una cosina distant Adelheid Irmgard Auguste Charlotte Marte von Laer (1881–1952).
Va estudiar ciències polítiques i jurídiques a partir de 1894, i fins a 1897, a la Universitat de Múnic i a Göttingen. Després presentà una tesi doctoral amb Ludwig von Bar, sobre dret internacional. Obtingué la seva agregació a l'octubre del 1899 a la Universitat de Göttingen amb un estudi que tractada de l'accessió al poder. El 1900, fou nomenat professor no titular, i va ser així el docent més jove de Prússia en contra de la voluntat de la facultat a la Universitat de Wrocław. Dos anys més tard, va ensenyar a la Universitat de Marburg i esdevingué catedràtic el 190.